# ИгроМир
«Игромир» — перша в Росії великомасштабна щорічна виставка відеоігор, організована Каріною Григор’євою. Організатор «Игромир» — оргкомітет КРІ.

## Історія

### 2006
Вперше виставка пройшла 4 і 5 листопада 2006 року в Москві, в 57 павільйоні Всеросійського Виставкового Центру, і, за заявами організаторів, зібрала понад 25 тисяч відвідувачів . У виставці взяли участь близько 45 компаній, як вітчизняних — «1С», «Акелла», «Бука», «Nival Interactive», «Playnatic Entertainment», «Софт Клаб», «Новий Диск» та інші, так і зарубіжних (в тому числі «Electronic Arts»). Площа виставки склала близько 10 тисяч квадратних метрів, на яких було показано понад 100 ігор для різних ігрових платформ.

### 2007
У 2007 році «Игромир» проходив у тому ж 1957 павільйоні ВВЦ з 2 по 4 листопада. Площа виставки збільшилася з 9 до 13 тисяч квадратних метрів. На другий рік свого існування «Игромир» зібрав приблизно 45-50 тисяч відвідувачів, рахуючи учасників виставки та представників преси (останніх — близько 400 осіб).
У виставці брали участь російські ігрові компанії, такі як «Руссобит-М», «1С», «Акелла», «Бука», «Нива Онлайн», «IT Territory», а також цілий ряд західних видавців, серед яких Electronic Arts, Microsoft, Sony, Nintendo, Sega та інші. Деякі ігри показувалися широкій публіці вперше. Багато демонструвалися самими розробниками, такими як президент Epic Games Майк Кепс, продюсер Ubisoft Джейд Реймонд, представники студій Bizarre Creations, Creative Assembly і Running With Scissors.

### 2008
У 2008 році «Игромир» пройшов з 6 по 9 листопада, у тому ж 1957 павільйоні ВВЦ. Виставка перейшла на чотириденний формат, перший день (званийбізнес-днем) був закритим для вільного відвідування: ігри були представлені людям з ігрової індустрії і пресі, що дозволило учасникам представити свої продукти в спокійній діловій обстановці. Решта 3 дні були відкритими для відвідувачів. Загальна кількість відвідувачів перевищила результат 2007 року — 65 тисяч. 
У виставці Игромир 2008 взяли участь більше 120 компаній-учасників, серед яких були провідні західні компанії-виробники ігор: Electronic Arts, Microsoft, Sony, Nintendo, Sega, Ubisoft, і вперше в історії виставки Blizzard Entertainment. Загальна виставкова площа збільшилася з 12 до 14 тисяч квадратних метрів. Крім того виставка вперше вийшла за межі павільйону 57 — з відкриттям вуличної експозиції.

### 2009
У 2009 році виставка знову пройшла в павільйоні 57 з 5 по 8 листопада 2009 року. За підрахунками організаторів та відділення міліції УВС по ВВЦ, виставку відвідали 82 тисячі чоловік. На четвертий рік свого існування «Игромир» зібрав як вітчизняні ігрові компанії («1С», «Акелла», «Бука», «Nival Network», Playnatic Entertainment, Snowball Studios та інші), так і західні — Microsoft, Sony Computer Entertainment, Blizzard Entertainment, Electronic Arts, Activision, Nintendo, Sega. З відомих людей виставку відвідали актор Джо Кукан, який зіграв Кейна в іграх серії Command & Conquer, і Анатолій Вассерман.

#### VIP-квитки
Нововведення цієї виставки — VIP-квитки, які надавали :
- Повний доступ до всіх заходів в рамках виставки всі 4 дні — з 5 по 8 листопада (включаючи відвідування виставки в бізнес-день)
- Окремий вхід для VIP-відвідувачів
- Персональний бейдж VIP-відвідувача з фотографією
- Подарунки від організаторів виставки та компаній-учасників [6]

### 2010
У 2010 році ювілейний, п'ятий «Игромир» проходив з 3 по 6 листопада в п'ятдесят сьомого павільйоні ВВЦ. З організаційних змін, в цьому році на виставці працював гардероб, була переглянута процедура реєстрації VIP-відвідувачів. Генеральним інформаційним партнером виставки стала соціальна мережа Gamer.ru , а інтернет-партнером — Mail.ru . Всього у виставці взяло участь більше 110 компаній, і в цьому році «Игромир 2010» зайняв практично весь павільйон 57 — більше 13 тисяч кв.м. За підрахунками організаторів та відділення міліції УВС по ВВЦ, за 4 дні виставку відвідали більше 90 тисяч чоловік. У бізнес-дні виставки «Игромир 2010» (3 листопада) в заході взяло участь більше 3500 фахівців, а всі дні роботи «Игромир» виставку висвітлювали більше 900 представників преси.
У виставці Игромир 2010 взяли участь такі компанії, як 1С-СофтКлаб, Акелла, Новий Диск, Sony, Microsoft , Electronic Arts (яка у цьому році представляла свої новинки на стендах Xbox 360 і PlayStation 3 ), Activision Blizzard,
Nintendo, Sega, Wargaming.net , RuCap . У рамках виставки проходили шоу-битва серед геймерш GAMER RING , турнір з гри Panzar: Forged by Chaos , презентації розробниками Deus Ex: Human Revolution  і Might & Magic: Heroes VI 

#### VIP-квитки
На Игромир 2010 для VIP-відвідувачів була відкрита попередня реєстрація, яка проходила за два дні до початку виставки — 1 і 2 листопада. В обмін на VIP-квиток давався персональний бейдж з фотографією та колекційна сумка-рюкзак, в якому лежали ручка, блокнот і чашка. Всі подарунки — з символікою виставки.